# الشركة السعودية للصناعات الدوائية والمستلزمات الطبية
الشركة السعودية للصناعات الدوائية والمستلزمات الطبية وتعرف باسم سبيماكو الدوائية هي شركة سعودية مساهمة تأسست عام 1986 يبلغ رأس مالها 1.2 مليار ريال سعودي تعمل سبيماكو الدوائية والشركات التابعة لها في نشاط أساسي هو الإنتاج الطبي والدوائي ويشتمل على نشاطات صناعة وإنتاج وتطوير وتسويق وبيع وتوزيع الخامات الدوائية والمستحضرات الطبية والصيدلانية ومستلزمات الإنتاج والأجهزة والمستلزمات الطبية والصيدلانية وإنتاج المستلزمات الطبية الاستهلاكية. ونشاط استثماري ويشمل الاستثمار في الأوراق المالية المتاحة للبيع والاستثمارات المقتناة حتى تاريخ الاستحقاق. وتساهم الشركة في عدد من الشركات المساهمة والشركات ذات المسئولية المحدودة داخل وخارج المملكة.
تعمل الشركة على إنتاج أدوية المضادات الحيوية، وأدوية مضادة الفطريات، وأدوية علاج الكبد، وأدوية علاج الآلام، وأدوية الجهاز الهضمي والسكري، وأدوية صحة الرجل، وأدوية الجهاز التنفسي، أدوية ذات علاقة بأمراض الكلى، وأدوية ذات علاقة بأمراض القلب، والأدوية النفسية والعصبية

## منتجات الشركة
بدأت سبيماكو الدوائية بالإنتاج في الربع الأول من عام 1990م مبتدئة بستة أصناف فقط وتدرجت في الزيادة حتى وصل عدد الأصناف التي تنتجها الدوائية إلى أكثر من340 صنفاً، شملت العديد من المجموعات الدوائية مثل: المضادات الحيوية- المسكنات وخافضات الحرارة ومضادات القيئ والغثيان وضغط الدم المرتفع ومضادات الفطريات وداء السكري والربو وحساسية الصدر ومضادات الفيروسات وعلاج قرح الجهاز الهضمي وادوية البرد والسعال ومؤخرا عملت الشركة في مجال ادوية الكبد والاورام وتستثمر في التقنية الحيوية

## التاريخ
تأسست سبيماكو الدوائية في التاسع عشر من يناير عام 1986م حيث تعمل الشركة وشركاتها التابعة منذ عام 1986م في الإنتاج الدوائي والطبي ويشتمل على صناعة وإنتاج وتطوير وتسويق وبيع وتوزيع الخامات الدوائية والمستحضرات الطبية والصيدلانية ومستلزمات الإنتاج والأجهزة والمستلزمات الطبية والصيدلانية وإنتاج المستلزمات الطبية الاستهلاكية.

## عمليات الشركة
تعمل شركة سبيماكو الدوائية والشركات التابعة لها في مجال البحث والتطوير لقطاع الأدوية والمستحضرات الدوائية المبتكرة ومنذ عام 2014 بعد أن احتلت الشركة المركز الأول في المملكة العربية السعودية في مبيعات الأدوية للقطاع الخاص واستمرت الشركة بالانتشار لتتواجد في (14) دولة عربية وأفريقية وتعمل الشركة على تحالفات إستراتيجية مع العديد من الشركات متعددة الجنسيات والشراكة مع رواد صناعة الدواء لتوطين تلك الصناعات داخل المملكة العربية السعودية
تطورات الشركة

في 14 نوفمبر 2023 تخارجت(سبيماكو الدوائية) أو (الدوائية) من حصة في شركتها التابعة في مصر (سبيماكو مصر)، مقابل استحواذها على حصة في رأسمال شركة "أوزموفارم" (Osmopharm SA) السويسرية.
وقعت الشركة اتفاقية بيع وشراء مع 3 من المساهمين الرئيسيين في "أوزموفارم"، يتنازل بموجبها المساهمون الثلاثة عن حصة قدرها 68% في رأسمال "أوزموفارم" إلى "سبيماكو الدوائية"، مقابل تنازل هذه الأخيرة عن حصة قدرها 76.4% من شركتها التابعة "سبيماكو مصر" إضافة إلى دفعها مبلغاً نقدياً لهم قدره 16.1 مليون ريال (4.3 مليون دولار).

## الشركات التابعة
- شركة آراك للرعاية الصحية المحدودة (آراك).
- الشركة العربية لصناعة المنتجات الطبية المحدودة (عناية).
- شركة الدمام الدوائية (الدمام فارما).
- شركة سبيماكو المغرب للصناعات الدوائية.
- شركة كاد الشرق الأوسط للصناعات الدوائية.
- شركة القصيم للخدمات الطبية.
- شركة سبيماكو مصر للصناعات الدوائية.
- شركة أراكم الطبية.
- شركة الوطن العربية للصناعات الدوائية.
- مؤسسة سبيماكو الجزائر.
- شركة الصناعات الدوائية للتوزيع.
- شركة سبيماكو مصر للتوزيع.
- شركة سبيماكو مصر للتسويق.
- شركة سبيماكو إيجبت.
- الشركة العربية الصيدلانية طاسيلي تافكو الجزائر.
- شركة أنورا للتجارة.[3]

## نشاطات الشركات
تشمل نشاطات سبيماكو الدوائية وشركاتها التابعة سلسلة القطاع الدوائي بالكامل بدءًا من نشاط البحث والتطوير وتصنيع المواد الأولية للأدوية وانتهاء بالتسويق والتوزيع للأدوية بالإضافة إلى تقديم الرعاية الصحية، مما يمنحها أهمية إستراتيجية وميزة تنافسية في سلاسل القيمة في القطاع الصحي.

## أقسام الإنتاج
- قسم المضادات الحيوية.
- قسم الحبوب الصلبة.
- قسم الأشربة.
- قسم المراهم والكريمات.
- قسم المستحضرات العقيمة.
- المطهرات.